# 육상교통청
싱가포르 육상교통청은 싱가포르 정부의 싱가포르 교통부 산하 법정 위원회이다.

## 역사

### 법인 설립
육상교통청(LTA)은 1995년 9월 1일에 설립되었으며, 차량 등록국, 대중교통공사, 공공사업부의 도로 및 교통 부서, 구 통신부의 육상 교통 부서 등 여러 공공 부문 기관의 합병으로 탄생했다.

### 1996년 육상교통 백서
1996년 1월 2일, 육상교통청은 "세계적 수준의 육상교통 시스템"이라는 제목의 1996년 육상교통 백서를 발표했다. 이 백서는 정부의 계획을 요약했다. 기존 제도의 변경이 제안되었고, 다양한 교통 부문에 걸쳐 제도가 도입되었다. 여기에는 도시 국가 전역에 보편화된 전자 도로 요금 징수(ERP) 제도가 포함되었다.

#### 1996년 철도 재정 프레임워크
1996년 철도 재정 프레임워크는 철도 운송 시스템의 재정 프레임워크를 설정한 제도였다. 백서에서는 철도 운송 시스템의 재정 프레임워크가 궁극적으로 파트너십을 기반으로 운영될 것이라고 명시했다. 이 파트너십에서 정부와 규제 당국은 자산과 인프라(규제 당국이 전적으로 소유)를 제공하고, 통근자들은 운영 비용을 지불하며, 운영자들은 규제 당국이 정한 기준과 요금 내에서 효율성 배당금을 추출하는 방식이었다.
이 프레임워크는 철도 운송 시장을 개방하여 산업의 운영 측면이 더 이상 당국에 묶이지 않도록 했으며, 기존 운영자와 신규 운영자가 시장에 진입할 수 있도록 더 많은 자율성을 부여했다. 이는 또한 2000년에 SMRT 코퍼레이션(이전에는 대중교통공사라는 이름의 국영 기업)의 구조 조정 및 상장 기반을 마련했다. 이후 2001년 MRT 로고는 노란색과 녹색 로고로 교체되었고, 이는 SMRT 코퍼레이션의 민영화 이후 설계되었으며, SBS는 현재 북동선, 센캉 경전철 및 풍골 경전철을 운영하고 있다.
이 프레임워크는 2008년 신규 철도 재정 프레임워크(NRFF)로 개정되었으며, 규제 당국이 모든 철도 자산의 전체 소유권을 다시 가져왔다. 이전에는 개별 운영자들이 소유권과 유지보수를 책임졌다.

## 대중교통의 변화
싱가포르에서 통근자 수가 증가함에 따라 육상교통청은 시간이 지남에 따라 새로운 변화를 실행하고 있다.

### 철도
LTA는 신속한 대중교통 시스템 개발과 철도망 확장을 담당한다. 2030년까지 철도망을 두 배로 늘리는 것을 목표로 한다. 2008년부터 LTA는 2009년 분 레이 확장선 개통, 2009년부터 2011년까지 싱가포르 MRT 서클선, 2012년 서클선 연장 개통으로 싱가포르 철도망 길이를 138km에서 약 180km로 늘렸다. 싱가포르 MRT 다운타운선, 싱가포르 MRT 톰슨-이스트 코스트선은 완공을 향해 진행 중이며, 싱가포르 MRT 크로스아일랜드선과 싱가포르 MRT 주롱리전선은 건설 중이다.
| 요청 | 노선                    | 달성일      |
| --- | ----------------------- | ----------- |
| 브라스 바사, 에스플러네이드, 프롬나드에 MRT 역을 건설하고, 2007년 9월부터 시청역과 래플스 플레이스역의 혼잡을 줄이는 것.                                                              | 싱가포르 MRT 서클선     | 2010년 4월  |
| 2011년 1월부터 부오나 비스타에서 하버프론트까지, 비샨에서 부오나 비스타까지 서클선 직접 연결 제공.                                                                                    | 싱가포르 MRT 서클선     | 2011년 10월 |
| 2013년 1월부터 텔록 아예르에서 부기스까지 다운타운선 직접 연결 제공. | 싱가포르 MRT 다운타운선 | 2013년 12월 |
| 2013년 11월부터 부킷 판장 (Bukit Panjang)에서 부기스까지 다운타운선 직접 연결 제공하여 서비스 190의 혼잡을 줄이는 것.                                                                 | 싱가포르 MRT 다운타운선 | 2015년 12월 |
| 투아스 (Tuas) 지역에 열차 서비스 제공. | East West MRT line      | 2017년 6월  |
| 탬피네스 MRT 역, 파야 레바 MRT 역, 라벤더 MRT 역, 부기스 MRT 역의 혼잡 완화; 탬피네스에서 차이나타운, 엑스포, 부킷 판장까지 직접 연결 제공 및 탬피네스에서 시청까지 동서선 혼잡 완화. | 싱가포르 MRT 다운타운선 | 2017년 10월 |

승객의 안전과 선로 침입으로 인한 열차 서비스 지연을 줄이기 위해 2012년에는 모든 36개 고가 역에 하프-높이 승강장 스크린 도어가 설치되었다. HVLS fan도 2012년 6월 1일부터 2013년 1월 6일까지 모든 고가 역에 설치되었다.

### 버스
LTA는 버스 서비스 개선 프로그램(BSEP)과 버스 연결성 개선 프로그램(BCEP) 도입으로 버스 노선 계획 역할을 맡았다. BSEP에 따라 약 80개의 새로운 서비스가 도입되고 5년 동안 1,000대의 버스가 추가된다.
| 지역                         | 요청 | 서비스         | 달성일                   |
| ---------------------------- | --- | -------------- | ------------------------ |
| 아예르 라자                  | 2011년 10월부터 이 서비스에 이층 버스 배치 중단. | 91             | 2011년 10월              |
| 아예르 라자                  | 노스 부오나 비스타 로드 대신 아예르 라자 애비뉴 (원-노스 MRT 역), 퓨전폴리스 웨이, 포트다운 로드를 경유하도록 변경. | 95             |                          |
| 베독                         | 버스 연결성 강화를 위해 베독 노스 로드와 베독 노스 스트리트 2를 경유하도록 변경. | 18             | 2011년 11월              |
| 베독                         | 차이 치 (핑 이 그린스 BTO)에서 켐방안까지 버스 연결성 제공. | 26             | 2016년 6월               |
| 비샨                         | 톰슨-이스트 코스트선의 수요 감소로 인해 메리마운트 로드, 순푸 로드, 신 밍 로드, 신 밍 드라이브를 경유하도록 단축되었으며, 마리나 센터나 센톤 웨이로 가는 대신 신 밍 드라이브에서 순환함.                                                                          | 162            | 2023년 12월              |
| 부킷 바톡                    | 부킷 바톡에서 부킷 바톡 로드 (순환)를 경유하여 부킷 바톡 웨스트를 통해 버스 연결성 제공. | 944 (BSEP 하)  | 2017년 8월               |
| 부킷 바톡                    | 부킷 바톡 이스트 애비뉴 6, 부킷 바톡 웨스트 애비뉴 6, 부킷 바톡 웨스트 애비뉴 8 (스카이라인 I 및 스카이라인 II @ 부킷 바톡 BTO)에서 뷰티 월드 MRT 역까지 버스 연결성 제공.                                                                                        | 66             | 2019년 6월               |
| 부킷 바톡                    | 부킷 바톡에서 부킷 바톡 웨스트를 경유하여 텡아까지 버스 연결성 제공. | 992            | 2023년 9월               |
| 부킷 메라/센토사             | 부킷 푸르메이에서 센토사와 리조트 월드 센토사까지 버스 연결성 제공. | 123            | 2017년 7월               |
| 부킷 판장                    | 부킷 판장 개발 지역에서 오차드 로드까지 증가하는 버스 수용 능력 제공. | 972 (BSEP 하)  | 2013년 11월              |
| 부오나 비스타/아예르 라자    | 노르만톤 공원 재개발로 인해 일요일 버스 운행 추가. | 92             | 2024년 8월               |
| 부오나 비스타/아예르 라자    | 노르만톤 공원에서 퀸즈웨이를 경유하여 부킷 메라 버스 인터체인지까지 버스 연결성 제공. | 92             |                          |
| 창이                         | 플로라 로드와 플로라 드라이브에서 어퍼 창이 MRT 역까지 버스 연결성 제공. | 5              | 2019년 7월               |
| 서클선                       | 2010년 7월부터 이 서비스에 이층 버스 배치 중단. | 93             | 2010년 7월               |
| 호우강                       | 호우강 애비뉴 4에서 호우강 MRT 역까지 버스 연결성 제공 및 수요 증가. | 72             | 2003년 6월               |
| 호우강                       | 호우강에서 부앙콕 드라이브, 센캉 센트럴, 센캉 웨스트 웨이를 경유하여 잘란 카유까지 버스 연결성 제공. | 102 (BSEP 하)  | 2015년 9월               |
| 주롱 이스트                  | 주롱 이스트에서 부킷 바톡 웨스트를 경유하여 텡아까지 버스 연결성 제공. | 870            | 2023년 11월              |
| 주롱 산업단지                | 투아스 웨스트 드라이브를 따라 기존 급행 구간 철수; PIE도 마찬가지. 결과적으로 주 쿤 인터체인지로 단축됨. | 182            | 2015년 11월              |
| 주롱 산업단지                | PIE와 어퍼 주롱 로드 대신 잘란 아마드 이브라힘과 베노이 로드를 경유하도록 변경. | 193            | 2015년 11월              |
| 주롱 산업단지                | 파이오니어 서커스에서 순환하도록 연장되어 서비스 251 대체. | 194            | 2015년 11월              |
| 주롱 산업단지                | 파이오니어 로드 노스, 분 레이 웨이, 주롱 웨스트 스트리트 64를 경유하도록 변경되어 서비스 254 대체. | 251            | 2015년 11월              |
| 주롱 산업단지                | 주 쿤 인터체인지로 단축됨. | 254            | 2015년 11월              |
| 주롱 산업단지                | 서비스 258과 통합되어 폐지됨. | 256            | 2017년 6월               |
| 주롱 산업단지                | 파이오니어 로드 노스, 잘란 아마드 이브라힘, 베노이 로드를 운행하도록 변경되었고, 어퍼 주롱 로드와 분 레이 인터체인지를 건너뛰고 주롱 웨스트 스트리트 64에서 순환하도록 변경됨.                                                                                    | 258            | 2017년 6월               |
| 주롱 웨스트                  | 주롱 웨스트 스트리트 91에서 주롱 웨스트 스트리트 93을 경유하여 주 쿤까지 연장. | 99             | 2015년 11월              |
| 칼랑/경기장                  | 경기장 MRT 역에서 탄종 루 MRT 역까지 직접 버스 연결성 제공. | 11 (BSEP 하)   | 2014년 6월               |
| 마리나 베이                  | 마리나 베이에서 센톤 웨이 MRT 역까지 직접 버스 연결성 제공. | 400            | 2022년 11월              |
| 마린 파크/어퍼 이스트 코스트 | 중복 노선 감소 및 베독에서 베독 사우스 애비뉴 3을 경유하여 어퍼 이스트 코스트까지 버스 연결성 제공. | 25             | 2017년 4월               |
| 마린 파크/어퍼 이스트 코스트 | 시글랩 로드에서 어퍼 이스트 코스트까지 버스 연결성 제공. | 55             | 2017년 4월               |
| 마린 파크/어퍼 이스트 코스트 | 시글랩 로드에서 베독 사우스 애비뉴 1, 뉴 어퍼 창이 로드, 베독 노스 애비뉴 3, 베독 노스 스트리트 1을 경유하여 하트비트 @ 베독까지 직접 버스 연결성 제공. | 155            | 2017년 4월               |
| 마린 파크/어퍼 이스트 코스트 | 마린 파크 로드 (파크웨이 파크)에서 켐방안 MRT 역까지 직접 버스 연결성 제공. | 135            | 2021년 2월               |
| 파시르 리스/풍골             | 풍골 MRT 역에서 파시르 리스 산업 드라이브 1을 경유하여 파시르 리스 MRT 역까지 직접 버스 연결성 제공. 파시르 리스 산업 드라이브 1 개통으로 혼잡 감소를 위해 고속도로 사용 안함.                                                                                    | 39             | 2021년 10월              |
| 풍골                         | 풍골에서 풍골 웨이, 센캉 이스트 로드, 센캉 이스트 웨이를 경유하여 리버베일 지역까지 버스 연결성 제공. | 119 (BSEP 하)  | 2012년 10월              |
| 풍골                         | 니봉 LRT 역과 사무데라 LRT 역에서 풍골 로드 엔드와 풍골 MRT 역까지 버스 연결성 제공. | 84             | 2018년 10월              |
| 풍골                         | 업데이트된 풍골 코스트 MRT 역을 따라 풍골 MRT 역까지 버스 연결성 제공. | 84             | 2024년 6월               |
| 풍골                         | 테크 리 LRT 역에서 풍골 플레이스를 경유하여 풍골 MRT 역에서 풍골 코스트 MRT 역까지 버스 연결성 제공. | 117            | 2025년 6월               |
| 풍골                         | 풍골에서 탬피네스 애비뉴 8, 탬피네스 애비뉴 1, 시메이 애비뉴를 경유하여 창이 비즈니스 파크까지 버스 연결성 제공. 서비스 27, 31, 34의 혼잡 감소. | 118 (BSEP 하)  | 2015년 12월              |
| 셀레타르                     | 잘란 카유에서 셀레타르 이스트와 셀레타르 공항까지 버스 연결성 제공. | 102            | 2018년 10월              |
| 센캉                         | 센캉 버스 인터체인지에서 리버베일 크레센트까지 버스 연결성 제공 및 2005년 LRT 합리화로 철수된 번호 "371" 부활. | 371 (BSEP 하)  | 2014년 2월               |
| 센캉                         | 펀베일 로드, 센캉 웨스트 애비뉴, 센캉 웨스트 로드, 센캉 웨스트 웨이를 경유하여 버스 연결성 제공. | 102            | 2022년 5월               |
| 세랑군                       | 앙 모 키오와 어퍼 파야 레바 로드에서 세랑군 MRT 역까지 버스 연결성 제공. | 22             | 2003년 6월               |
| 사우스 워터프론트            | 하버프론트에서 프린스 에드워드 로드까지 수요가 크게 감소하여 사우스 워터프론트를 경유하는 버스 연결성 제공. | 10             |                          |
| 탬피네스/창이                | 2010년 4월 서클선 개통 이후에도 탬피네스 MRT 역에서 엑스포 MRT 역과 창이 비즈니스 파크까지 버스 연결성 제공. | 20 (BSEP 신규) | 2013년 6월               |
| 탬피네스                     | 다운타운선 3단계로 인한 수요 감소로 인해 버스 서비스를 탬피네스 버스 인터체인지 대신 유노스 버스 인터체인지로 단축. 그러나 서비스 65가 대체 역할을 함. | 22 / 65        | 2021년 12월              |
| 탬피네스                     | 탬피네스 스트리트 32, 탬피네스 스트리트 33, 탬피네스 스트리트 34에서 탬피네스 이스트 MRT 역까지 버스 연결성 제공하여 수요 증가. | 18             | 2017년 10월              |
| 탬피네스                     | 탬피네스 애비뉴 7 (탬피네스 이스트)에서 탬피네스 노스 신도시까지 버스 연결성 제공하여 추가 수요 증가. | 18             | 2022년 11월              |
| 탬피네스                     | 탬피네스 웨스트 MRT 역에서 탬피네스 애비뉴 3, 탬피네스 스트리트 83, 탬피네스 애비뉴 5, 탬피네스 애비뉴 6, 탬피네스 스트리트 62, 탬피네스 노스 드라이브 2, 탬피네스 애비뉴 12, 파시르 리스 드라이브 8을 경유하여 파시르 리스 버스 인터체인지까지 버스 연결성 제공. | 46             | 2016년 6월 / 2022년 10월 |
| 탬피네스                     | 탬피네스에서 탬피네스 노스 (티모시 원)를 경유한 후 IKEA 탬피네스를 경유하여 파시르 리스로 가는 버스 연결성 제공. | 68             | 2018년 4월               |
| 탬피네스                     | 탬피네스에서 탬피네스 산업단지 (북)까지 버스 연결성 제공. | 127 (BSEP 하)  | 2016년 12월              |
| 탬피네스                     | 탬피네스 노스 신도시에서 탬피네스 산업단지 (북) 및 탬피네스 인터체인지까지 버스 연결성 제공. | 127            | 2020년 10월              |
| 탬피네스                     | 탬피네스 MRT 역에서 바틀리 MRT 역까지 바틀리 로드 이스트를 따라 버스 연결성 제공. | 129 (BSEP 하)  | 2016년 12월              |
| 탬피네스                     | 탬피네스 레인과 탬피네스 스트리트 11을 양방향으로 경유하는 트레저 앳 탬피네스로 인해 버스 연결성 제공 및 수요 증가. | 292 (BCEP 하)  | 2025년 5월               |
| 탬피네스                     | 탬피네스에서 탬피네스 노스 드라이브 2 (순환)까지 버스 연결성 제공. 탬피네스 리테일 파크 셔틀 버스의 지역 서비스. | 296            | 2024년 4월               |
| 탬피네스                     | 탬피네스에서 탬피네스 스트리트 94, 95, 96 (순환)까지 버스 연결성 제공. 2008년 철수된 서비스 68의 부활이며, 베독 교도소 변모. | 299 (BCEP 하)  | 2025년 4월               |
| 타나메라/창이                | 타나메라 MRT 역에서 알프스 애비뉴까지 직접 버스 연결성 제공. | 35 (BSEP 하)   | 2014년 12월              |
| 텡아                         | 텡아에서 텡아 대로, 텡아 가든 애비뉴, 플랜테이션 크레센트, 부킷 바톡 로드, 차이니스 가든을 경유하여 주롱 이스트 스트리트 31까지 버스 연결성 제공. 서비스 180의 혼잡 감소.                                                                                         | 872 (BCEP 하)  | 2025년 8월               |
| 어퍼 부킷 티마               | 어퍼 부킷 티마 로드의 새로운 차도 개통으로 어퍼 부킷 티마 로드에서 뷰티월드역까지 버스 연결성 제공. | 67 / 170       | 2021년 4월               |
| 우드랜즈                     | 세노코 산업단지와 마르실링에서 우드랜즈 노스 MRT 역까지 버스 연결성 제공. | 856            | 2020년 1월               |
| 우드랜즈                     | 챔피언스 웨이, 이노바, 우드랜즈 드라이브 14 (챔피언스 코트, 챔피언스 그린, 챔피언스 블리스 BTO)에서 우드랜즈 사우스 MRT 역까지 버스 연결성 제공. | 900            | 2023년 12월              |
| 우드랜즈                     | 마르실링 MRT 역에서 우드랜즈 애비뉴 1까지 버스 연결성 제공 및 TEL 합리화에 대한 긍정적인 피드백 후 우드랜즈 애비뉴 1 전체 연결. | 967            | 2025년 1월               |
| 이슌                         | 셀레타르 공항에서 이슌까지 버스 연결성 제공. | 103 (BSEP 하)  | 2015년 6월               |

- 버스 서비스 개선 프로그램 (BSEP): 9개 버스 서비스
- 버스 연결성 개선 프로그램 (BCEP): 3개 버스 서비스

서비스 품질(QoS) 표준도 대기 시간을 줄이고 혼잡을 완화하기 위해 강화되었다. 현재 2015년 평일 출퇴근 시간 동안 부하가 증가한 버스는 10분 또는 그 이하 간격으로 운행한다. 지선 버스 서비스도 더 자주 운행하며, 이제 평일 출퇴근 시간 동안 버스 서비스의 95%가 10분 또는 그 이하 간격으로 운행되어 85%에서 강화되었다.
2014년 발표된 버스 계약 모델(BCM)은 2016년 9월 1일부터 시행되었으며, LTA가 싱가포르의 모든 버스 자산에 대한 완전한 소유권을 갖게 되었다.

### 도로 프로젝트
도로 프로젝트에 대한 투자는 강력하고 끊임없이 개선되는 운송 인프라 및 조정된 시스템으로 경제가 능숙하게 지원되도록 보장한다. 그러한 프로젝트 중 하나는 도시와 하버프론트 지역에 주차 안내 시스템(PGS)을 도입하여 운전자가 주차 가능한 가장 가까운 주차 시설로 안내되도록 함으로써 차량이 빈 주차 공간을 찾기 위해 돌아다닐 필요성을 줄이는 것이다.
도로 프로젝트 투자 일환으로, LTA는 또한 EMAS 표지판을 확장하고 고속도로에서 가장 오래된 EMAS 표지판을 업그레이드할 것이다.
도로 안전을 개선하기 위해 LTA는 2009년에 향상된 점선 표시가 있는 횡단보도 선 추가, 교통 진정 표시, "횡단보도 앞" 도로 표시와 같은 다양한 도로 공학 조치를 시행했다. 또한 "당신 속도 표시"라는, 지나가는 차량의 속도를 표시하는 전자 표지판도 도입되어 운전자가 자신의 속도를 더 잘 인식하고 제한 속도를 지키도록 유도했다. 교통 교차로에서 보행자 신호등과 연동하여 깜박이는 도로 표지등도 더 많은 장소에 설치되어 운전자가 횡단하는 보행자를 위해 정지하도록 알렸다.
LTA는 차량 소유주에게 싱가포르를 나갈 때 오토패스 카드를 스캔하도록 상기시키는 책임이 없다.

## 갤러리

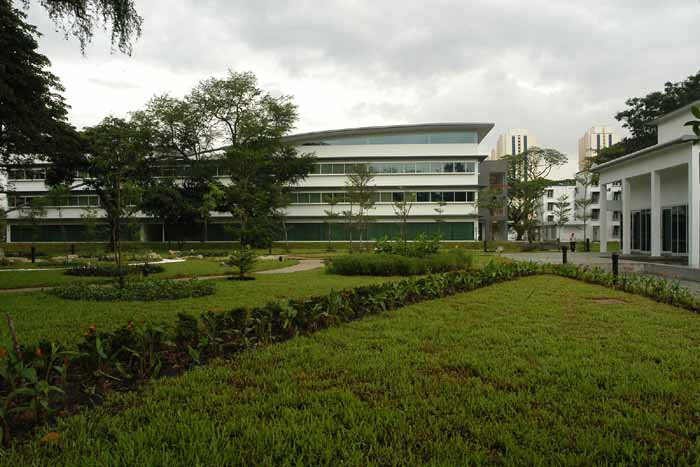
이전 Kandang Kerbau Women's and Children's Hospital에 위치한 육상교통청 본부.
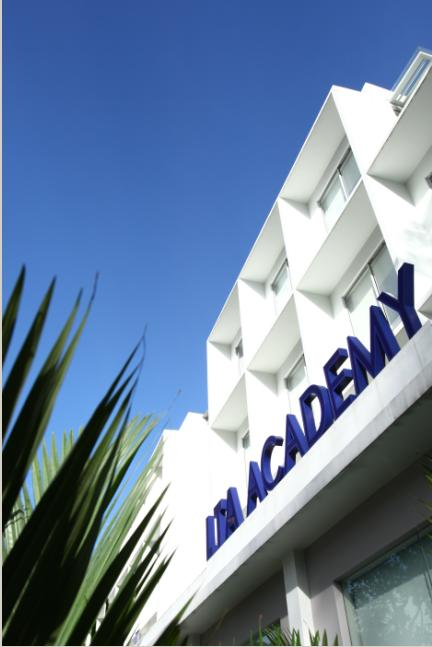
싱가포르 모빌리티 갤러리는 햄프셔 로드에 있는 LTA 사무실에 위치해 있다.